# Импастато, Джузеппе
Джузеппе Импастато (итал. Giuseppe Impastato, известный также как Пеппино Импастато (итал. Peppino); 5 января 1948, Чинизи, Сицилия, Италия — 9 мая 1978, там же) — итальянский левый активист и журналист, занимавшийся разоблачением деятельности мафии. За свою профессиональную деятельность был убит сицилийскими мафиози.

## Биография
Пеппино Импастато родился в сицилийском городке Чинизи в семье, имевшей связи с мафией — его отец, Луиджи Импастато, пострадавший во времена фашистской диктатуры (он был отправлен во внутреннюю ссылку), был близким другом мафиозного босса Гаэтано Бадаламенти и приходился шурином другому известному авторитету, Чезаре Манцелла, убийство которого вследствие подрыва автомобиля в 1963 году стало семейной трагедией. Однако сын Луиджи, резко осуждая подобную деятельность, порвал отношения с семьёй (отец выбросил Пеппино из дому) и инициировал ряд политических и культурных мероприятий по борьбе с мафией.
Вместе с тем мать Джузеппе Фелисия Бартолотта Импастато тайком от мужа помогала сыну деньгами. У Фелисии Бартолотты не было родственников среди мафиози. Она говорила Джузеппе, что тоже не любит мафию, но боялась мужа и советовала Пеппино быть осторожнее. По словам Фелисии, мафиози были «хуже животных».
В 1965 году 17-летний Джузеппе Импастато вступил в Итальянскую социалистическую партию пролетарского единства (ИСППЕ), левый откол от Итальянской социалистической партии, и основал газету «Социалистическая идея» («L’idea socialista»). Во время подъёма левого революционного движения в 1968-1969 годах он стал одним из узнаваемых молодёжных лидеров. Он использовал разнообразные методы — от радио и печатной журналистики до уличных акций протеста, поддержки профсоюзов и организации рок-фестивалей.
В частности, он возглавил борьбу крестьян из окрестностей Чинизи, чьи скромные земельные наделы были безвозмездно конфискованы для расширения аэропорта Палермо. Местное население во главе с Импастато устроило блокаду строительства в «зелёной зоне» и организовало общественное обсуждение с участием рабочих-строителей и безработных. В 1975 году Джузеппе Импастато с младшим братом Джованни и соратниками из Чинизи создал общество «Музыка и культура», занимавшееся организацией дебатов, кинофестивалей, театральных постановок и музыкальных концертов, а также создавшее на собственные деньги независимую радиостанцию «Radio Aut» в 1976 году.
Импастато использовал юмор и сатиру в качестве оружия против мафии, высмеивая в своей ежедневной радиопередаче «Безумная волна» («Onda pazza») связанных с мафией политиков и капиталистов. Изображая родной городок Чинизи под именем Мафиополи, он особенно прямо разоблачал деятельность мафиози Тано Седуто, под именем которого скрывался дон Тано Бадаламенти. В связи с обвинениями Импастато против «уважаемых людей города» ему, а также другим сотрудникам радиостанции, приходилось ощущать жёсткое давление властей и полиции, тесно сотрудничавших с мафиози.
Борьба Пеппино Импастато с мафией и коррумпированным государственным аппаратом была слишком публичной, чтобы мафиози могли дальше с ней мириться. Несмотря на уговоры матери Феличии Бартолотты Импастато, переживавшей за жизнь сына, он продолжал свою деятельность. Его отец, пытавшийся вымолить у Бадаламенти пощады для сына, погиб в автокатастрофе (возможно, подстроенной) в 1977 году.

## Убийство
В 1978 году кандидатуру Джузеппе Импастато выдвинули на местных выборах в Чинизи от партии «Пролетарская демократия» («Democrazia proletaria»), объединявшей коммунистов (выдедших из ИКП и троцкистов) и левых социалистов.
Когда избирательная кампания уже подходила к концу, в ночь с 8 на 9 мая 1978 года Пеппино Импастато по пути из радиостудии был похищен мафиози. На собственной машине Импастато его отвезли в заброшенный дом на окраине Палермо, неподалёку от железной дороги и черты аэропорта, где подвергли пыткам, а затем, полуживого, привязали к железнодорожным путям с несколькими динамитными шашками, прикреплёнными к телу.
На следующее утро обходчики сообщили о повреждении железнодорожного полотна — на месте взрыва образовался внушительный кратер. Прибывшие на место карабинеры обнаружили автомобиль Импастато, его обувь и очки, а также фрагменты тела и одежды, которые были разбросаны взрывной волной на триста метров вокруг; относительно целыми остались только ноги, часть лица и несколько пальцев.
В тот же день стало известно, что в Риме было обнаружено тело убитого премьер-министра от христианских демократов Альдо Моро. На волне паники вокруг «Красных бригад» гибель Пеппино изначально была провозглашена «неудавшимся терактом левого экстремиста», якобы пытавшегося подорвать железную дорогу. Утром после убийства карабинеры провели обыск не только в студии «Radio Aut», но и в домах родственников и друзей погибшего — ходили слухи, что погибший располагал досье с уликами против местной мафии и её политических покровителей, и коррумпированная полиция, очевидно, стремилась их уничтожить. Примечательно, что о смерти сына карабинеры сообщили матери только после того, как обыск в её доме завершился. Вскоре взлому подверглись жилища всех без исключения друзей Пеппино.
Через два дня после убийства Джузеппе Импастато погибший активист был избран в местный совет Чинизи. На его похоронах тысячи молодых людей со всей Сицилии несли транспаранты «Пеппино убила мафия», «С идеями Пеппино — вперед!».

## Расследование
Когда первоначальная версия о «террористическом акте» оказалась несостоятельной, власти заговорили о «самоубийстве», ссылаясь на письмо, написанное Пеппино за несколько месяцев до смерти, чтобы скрыть истинных заказчиков преступления. Только благодаря длительной борьбе брата и матери убитого (публично порвавших с мафиозными родственниками), его товарищей и основанного в 1977 году Сицилийского центра документации (в 1980 году названного в честь Импастато) было начато действительное расследование и доказана ответственность мафии за преступление.
Благодаря признаниям Сальваторе Палаццоло, бывшего члена сицилийской мафии, ставшего свидетелем обвинения в государственных процессах против мафиози, вина Бадаламенти, бывшего заказчиком убийства, была окончательно установлена. В июне 1996 года процесс по убийству Импастато возобновился, а в 1997 году был выдан ордер на арест Бадаламенти. В 1998 году постоянная комиссия итальянского парламента по борьбе с мафией сформировала комитет по расследованию «дела Импастато». 6 декабря 2000 года комитет опубликовал доклад, констатировавший ответственность правительственных чиновников за срыв расследования непосредственно после убийства.
5 марта 2001 года Суд Ассизы назвал виновным в убийстве Вито Палаццоло, который был приговорён к 30 годам тюремного заключения (впоследствии вердикт суда был пересмотрен). Гаэтано Бадаламенти был приговорён к пожизненному заключению 11 апреля 2002 года.

## В культуре
В итальянском телесериале «Спрут-7» («La Piovra 7») присутствует персонаж по имени Даниэле Раннизи — молодой человек, порвавший с семьей из-за связей с мафией и основавший сатирическую пиратскую радиостанцию для борьбы с высокопоставленными преступниками. Данный образ основан на Импастато.
Фильм 2000 года «Сто шагов» («I cento passi») посвящён истории жизни и смерти Пеппино Импастато. Сто шагов — именно таким было расстояние между домами Импастато и мафиозного босса Тано Бадаламенти.
Рок-группа «Modena City Ramblers» написала к фильму одноименную песню «I Cento Passi».
Концептуальный альбом «La Cretina Commedia» ска-панк-группы «Talco», вышедший в августе 2010 года, основан на биографии Пеппино Импастато.